# Bernhard III. (Sachsen)

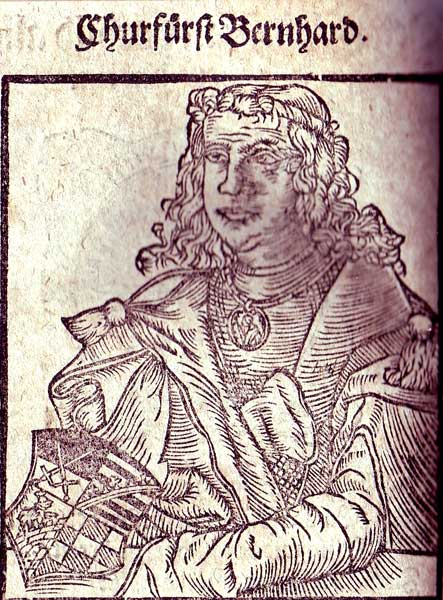
Bernhard von Sachsen in einem Holzschnitt von 1598

Bernhard, Herzog von Sachsen (* 1140; † 9. Februar 1212 in Bernburg) war Herzog von Sachsen, Graf von Askanien und Ballenstedt, Herr zu Bernburg.

## Leben
Bernhard war der jüngste Sohn Albrechts des Bären aus dem Geschlecht der Askanier und der Sophie von Winzenburg. Im Jahre 1157 wohnte er zusammen mit seinem Vater und seinen Brüdern dem Begräbnis Konrads des Großen bei. Im Jahre 1159 begleitet Bernhard nebst seinem Bruder Otto Kaiser Friedrich I. Barbarossa auf dessen Italienzug. Nach dem Tod seines Vaters erhielt er 1170 als spätere anhaltische Hausbesitzungen den Bezirk von Ascaria (Aschersleben) sowie den ehemaligen Gau Serimunt zwischen Saale, Mulde und Elbe.
Mit dem Tod seines Bruders Adalbert wurde er 1171 Graf von Ballenstedt. Im selben Jahr erhielt er von Friedrich Barbarossa auf dem Reichstage zu Goslar das Heimfallsrecht auf die Herrschaft Plötzkau (Plötzke), die 1173 in seinen Besitz überging. Die Grafschaft Plötzkau wurde ihm jedoch von Heinrich dem Löwen streitig gemacht. Bei einem Kriegszug gegen Bernhard zerstörte Heinrich Aschersleben und Gröningen und verwüstete Halberstadt. Dennoch konnte sich Bernhard in dieser Auseinandersetzung behaupten.

### Zeitraum des Sturzes von Heinrich dem Löwen
1180 wurde Heinrich der Löwe durch Kaiser Friedrich Barbarossa geächtet und verlor auf dem Reichstag zu Würzburg seine Lehen, die Herzogtümer Bayern und Sachsen. Daraufhin erhielt Bernhard am 13. April 1180 auf dem Hoftag zu Gelnhausen mit der Gelnhäuser Urkunde den östlichen Teil der welfischen Lande und das Bistum Bremen.
Das Herzogtum Sachsen wurde jedoch zuvor aufgeteilt, so dass es als Länderbesitz nur den Landstrich zwischen der Mark Meißen und der Mark Brandenburg ausmachte. Dabei wurden Bernhard die Gebiete um Aken und Wittenberg sowie einige andere Besitzungen wie die Burggrafschaft Magdeburg übertragen. Die einst von Heinrich dem Löwen besessenen Länder Engern und Westfalen nebst den herzoglichen Hoheitsrechten hatte sich der Erzbischof von Köln verschafft. Die Grafen von Holstein wurden von der Lehnshoheit der sächsischen Herzöge entbunden, die Grafschaft Stade kam an das Erzbistum Bremen, Lübeck wurde Reichsstadt, die Pfalzgrafschaft Sachsen ging 1179 an Ludwig III. von Thüringen. Zusätzlich nahmen die sächsischen Bischöfe ihre Lehen zurück. Dafür musste Bernhard 1181 den Kaiser bei der Reichsheerfahrt gegen Heinrich den Löwen unterstützen. Im November 1181 unterwarf sich Heinrich dem Kaiser auf dem Reichstag von Erfurt. Erst zu diesem Zeitpunkt erhielt Bernhard von Sachsen neben dem Territorium auch den sächsischen Herzogstitel zugesprochen. Heinrich der Löwe konnte nach seiner Niederwerfung seine Allodialgüter retten, aus denen später das Herzogtum Braunschweig-Lüneburg entstand.

### Bernhards Wirken als Sachsenherzog
In Nordalbingien und den Gebieten zwischen Elbe und Ostsee lehnten sich die Lehnsleute bald gegen ihn auf. Nachdem dieser zurückgekehrt war, fanden sie in Heinrich dem Löwen Unterstützung.
Bernhard versuchte, seine Ansprüche durchzusetzen, und wurde dabei von seinen Brüdern, vor allem Otto I., Markgraf von Brandenburg, und Siegfried, nunmehr Erzbischof von Bremen, unterstützt. Als erstes sollten die Vasallen seines Gebietes bei einem Tag zu Artlenburg den Eid der Treue schwören. Es kamen die Grafen zu Ratzeburg, Dannenberg, Luckow und Schwerin. Der mächtigste aber, Graf Adolf von Holstein, kam nicht und wurde in dessen Folge zunächst sein Widersacher. Streitereien um die Dithmarschen, das westliche Holstein, entbrannten, welches er von seinem Bruder Siegfried als bremisches Lehen erhielt, welcher es so aus der Gewalt des Grafen von Holstein zu entreißen hoffte, allerdings ohne Erfolg.
Bernhard veranlasste nun den Bau der Lauenburg (Polabenburg) an der unteren Elbe, um wenigstens einen festen Punkt am rechten Elbufer zu haben. Bestimmte, ihm feindlich gesinnte, Gebiete belastete er mit hohen Steuern, wodurch es zu einem Angriff gegen die Lauenburg kam und diese 1182 zerstört wurde.
Im Jahr 1183 starb Bernhards Bruder Dietrich von Werben ohne Erben, sein Besitz fiel zum größten Teil an Bernhard.
Der Streit weitete sich nun auch auf die Slawenländer aus. Heinrich Borwin I., der Sohn von Pribislaw, war wie sein Vater ein Anhänger Heinrichs des Löwen, zudem Gemahl von dessen Tochter Mathilde, hielt es somit mit Bernhards Gegnern. Sein Vetter Nikolaus I. (Niklot), der Sohn von Wratislaw von Mecklenburg, den Heinrich 1164 in seiner erstürmten Burg Malchow hatte hängen lassen, ergriff Partei für Bernhard. Um die Freunde Bernhards zu schwächen, fielen die aufrührerischen Vasallen in slawische Gebiete ein und verjagten Niklot. Borwin verband sich mit dem Pommernherzog Bogislaw I. und Niklot mit dem Fürsten Jaromir I. von Rügen, der ein treuer Lehnsmann der Dänen war. Bogislaw hatte nun den heimlichen Auftrag vom Kaiser, den Dänenkönig Knut VI. für seine Huldigungsverweigerung zu bestrafen, wodurch das Land zwischen der Elbe und Oder in eine dänische und deutsche Partei gespalten wurde. Borwin geriet in Gefangenschaft des Dänenkönigs und musste den Lehnseid auf den Dänenkönig schwören. Nach verheerenden Einfällen der Dänen in Pommern in den Jahren 1184 und 1185 ereilte Bogislaw dasselbe Schicksal.
Durch den Erfolg der Dänen drängte der Kaiser 1184 zu einem Ausgleich zwischen Bernhard und seinen Vasallen. Graf Adolf III. von Holstein sollte die strittigen Landstriche behalten, musste dafür aber 700 Mark an Bernhard bezahlen und den verweigerten Lehnseid leisten. Graf Bernhard von Ratzeburg und Graf Gunzelin von Schwerin wurden auch zu Zahlungen verpflichtet. Die zerstörte Lauenburg sollte von allen gemeinsam wieder aufgebaut werden. Spätestens nach der zweiten Verbannung Heinrichs des Löwen 1188 hielt es Graf Adolf mit dem neuen Oberherren, in der Hoffnung, mit ihm sein verlorenes Land wiederzubekommen. Nach Heinrichs Rückkehr 1189 kam es erneut zu Auseinandersetzungen, bei denen Bernhard Bardowick (im Lüneburgischen) verlor.
Als Herzog von Sachsen nahm Bernhard 1190 an der Wahl Heinrichs VI. teil, bei dessen Krönung er erstmals als Erzmarschall fungierte. Später machte er durch seinen Widerspruch Heinrichs Plan zunichte, die deutsche Krone erblich an sein Haus zu binden. Nach dem Tod Heinrichs VI. 1197 wurde kurzzeitig durch die stauferfeindliche Fraktion erwogen, Bernhard zum römisch-deutschen König zu wählen. Dieser  soll allerdings mit dem Verweis auf gesundheitliche Probleme die Wahl abgelehnt haben. Außerdem wäre es ihm nicht möglich gewesen, die finanzielle Belastung, die aus seiner Wahl und dem potentiell anstehenden Konflikt mit der stauferfreundlichen Fraktion resultieren würde, zu tragen. Bei der anschließenden Doppelwahl von Philipp von Schwaben und Otto IV. gehörte er zu den Fürsten, die sich der prostaufischen Fraktion um Philipp anschlossen und diesen zum König wählten. Nach dessen Ermordung 1208 wechselte er bei der erneuten Wahl jedoch auf die Seite von Otto IV.

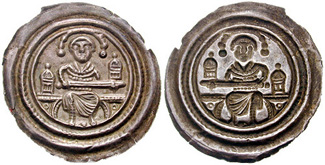
Brakteat, Bernhard von Sachsen (1170–1212), Münzstätte Wittenberg. (Bonhoff 871, Thormann 199)

Bernhard begründete das sächsische Wappen. Dazu legte er über den alten Schild des askanischen Hauses die fünf schwarzen Balken im goldenen Felde und zum Zeichen der jüngeren Geburt und Linienabzweigs den schrägen Lilienbalken. Den später so genannten Rautenkranz erhielt er von Friedrich Barbarossa auf dem Reichstage zu Gelnhausen 1180. Durch die erworbenen sächsischen Besitzungen verlegte Bernhard seinen Sitz und Hoflager nach Wittenberg, welches bis zum Aussterben der askanischen Linie 1422 als Residenz der Askanier bestehen blieb. Dort errichtete er auch die Münzstätte Wittenberg, in der er Brakteaten und beidseitig geprägte Denare herstellen ließ. Er verstarb am 9. Februar 1212, als letzter von Albrechts vielen Söhnen, und wurde in Ballenstedt in der Kirche des Benediktinerklosters beigesetzt.

### Wirkung
Mit der Belehnung Bernhards durch Kaiser Friedrich Barbarossa wurde der lebenslange Kampf des zehn Jahre zuvor verstorbenen Albrecht des Bären um die Macht in Sachsen für die Askanier letztlich erfolgreich beendet. Albrecht selbst war nach der Krönung des Stauferkönigs Konrad III. von diesem mit dem Herzogtum Sachsen belehnt worden, hatte dieses Amt jedoch nur für vier Jahre zwischen 1138 und 1142 inne und konnte sich gegen den Herrschaftsanspruch der Welfen nicht auf Dauer durchsetzen. Barbarossa wiederum unterstützte den Welfen Heinrich den Löwen und zwang Albrecht, dies hinzunehmen. Erst als sich Barbarossa mit Heinrich dem Löwen 1175 überwarf, wurde der Weg für einen askanischen Herzog von Sachsen-Wittenberg frei.

## Ehen und Nachkommen
Bernhard war in erster Ehe mit der dänischen Prinzessin Brigitte, Tochter von König Knut V. von Dänemark, verheiratet. Aus dieser Ehe stammen folgende Kinder:
- Magnus († um 1195)
- Heinrich I., Fürst von Anhalt[2]
- Albrecht, Herzog von Sachsen
- Hedwig ⚭ 1204 Graf Ulrich I. von Wettin

In zweiter Ehe war Bernhard mit Sophie von Thüringen verbunden. Gemeinsam hatten sie ein Kind:
- Johann, Propst in Halberstadt

Bernhard heiratete zuletzt Judith (Jutta) von Polen, Tochter des Herzogs Mieszko III. Auf dieser Ehe stammt folgendes Kind:
- Sophie, Äbtissin zu Gernrode

In der Forschung ist nicht gesichert, aus welchen Ehen Hedwig und Sophia stammen. Hier wiedergegeben ist die aktuell von der Forschung vertretende Zuordnung. Dass Heinrich I. Sohn von Judith von Polen sei, gilt als widerlegt.

## Abstammung
|  |                                       |  |  |  |  |  |  |  |  |  |  |  |  |  |  |  |
|  | Otto (Ballenstedt) (1075–1123)        |  |  |  |  |  |  |  |  |  |  |  |  |  |  |  |
|  |                                       |  |  |  |  |  |  |  |  |  |  |  |  |  |  |  |
|  |                                       |  |  |  |  |  |  |  |  |  |  |  |  |  |  |  |
|  | Albrecht I. (Brandenburg) (1100–1170) |  |  |  |  |  |  |  |  |  |  |  |  |  |  |  |
|  |                                       |  |  |  |  |  |  |  |  |  |  |  |  |  |  |  |
|  |                                       |  |  |  |  |  |  |  |  |  |  |  |  |  |  |  |
|  | Eilika (Sachsen) (1081–1142)          |  |  |  |  |  |  |  |  |  |  |  |  |  |  |  |
|  |                                       |  |  |  |  |  |  |  |  |  |  |  |  |  |  |  |
|  |                                       |  |  |  |  |  |  |  |  |  |  |  |  |  |  |  |
|  | Bernhard III. (Sachsen) (1140–1212)   |  |  |  |  |  |  |  |  |  |  |  |  |  |  |  |
|  |                                       |  |  |  |  |  |  |  |  |  |  |  |  |  |  |  |
|  |                                       |  |  |  |  |  |  |  |  |  |  |  |  |  |  |  |
|  | Sophie von Winzenburg (1105–1160)     |  |  |  |  |  |  |  |  |  |  |  |  |  |  |  |
|  |                                       |  |  |  |  |  |  |  |  |  |  |  |  |  |  |  |
|  |                                       |  |  |  |  |  |  |  |  |  |  |  |  |  |  |  |

## Erbe
Nach dem Tode Bernhards wurde der Besitz aufgeteilt:
Bernhards Sohn Albrecht I. wurde Herzog von Sachsen.
Seinem Sohn Heinrich I., Fürst von Anhalt, fielen die anhaltischen Stammgüter zu.